# جعبه مقاومت
جعبه مقاومت (به انگلیسی: resistance box) جعبه‌ای از مقاومت‌های دقیق می‌باشد، که به پایانه‌های روی یک مدار وصل یا با آن‌ها در تماس هستند، به طوری که با خارج کردن هر یک از این مقاومت‌ها از مدار یا اتصال کوتاه می‌توان به مقاومت عددی مورد نظر دست‌ یافت. این جعبه‌ها برای جا‌هایی که مقاومت متغیر نیاز است، استفاده می‌شوند.